# Катаев, Савр Вячеславович
Катаев, Савр Вячеславович (род. 20 июня 1984 года, г. Лагань, Республики Калмыкия) — Заслуженный деятель искусств Республики Калмыкия, директор Государственного академического ансамбля песни и танца Калмыкии "Тюльпан", художественный руководитель Национального оркестра Калмыкии, дирижёр, общественный деятель. 

## Биография
По окончании Российской академии музыки имени Гнесиных в 2007 году был приглашён в качестве дирижёра в Национальный оркестр Калмыкии.
В течение 2007-2008 года им было подготовлено несколько премьерных концертных программ, благодаря которым Катаев С.В. был удостоен Национальной премии «Улан зала», а также Премии Главы республики Калмыкия молодым специалистам в области культуры и искусства.
В 2008 году начинает работу в Государственном симфоническом оркестре Республики Калмыкия. В качестве дирижёра Государственного симфонического оркестра Калмыкии подготовил ряд премьерных программ, организовывает при Калмыцкой государственной филармонии ансамбль солистов «Аллегро», с которым становится лауреатом Международного конкурса им.А.Пьяццоллы.
С 2013 года главный дирижёр Национального оркестра Калмыкии.
30 декабря 2020 года распоряжением № 381-рг Главы Республики Калмыкия Бату Хасиковым  назначен директором - художественным руководителем бюджетного учреждения Республики Калмыкия «Национальный оркестр Калмыкии»
14 декабря 2021 года распоряжением № 376-рг Главы Республики Калмыкия Бату Хасиковым  назначен директором - художественным руководителем бюджетного учреждения Республики Калмыкия  Государственный академический ансамбль песни и танца Калмыкии "Тюльпан".
Катаев С. В. ведёт активную работу по развитию профессионального музыкального искусства Калмыкии как в республике, так и за её пределами, занимается пропагандой калмыцкой академической и классической музыки, приобщению молодёжи к сокровищницам духовного наследия народов России. 
За вклад в развитие национального музыкального исполнительства и высокий профессионализм награждён дипломами и Почётными Грамотами Министерства культуры Республики Калмыкии, Министерства культуры Республики Бурятия, Северная Осетии, Кабардино-Балкарии, Республики Тыва, Благодарственными письмами Главы Республики Калмыкия и Председателя Народного Хурала (Парламента) Республики Калмыкия, а также дипломами различных конкурсов и фестивалей.
За весомый вклад в развитие культуры Калмыкии и развитие буддийской Дхармы в республике Калмыкия отмечен юбилейной медалью Центрального хурула Калмыкии и благодарностью Шаджин ламы Калмыкии Тэло Тулку Ринпоче.
В честь 25 летия Элистинской и Калмыцкой епархии Савр Катаев награжден юбилейной медалью.

## Педагогическая деятельность
С 2009 года приглашён в качестве преподавателя дисциплины «Оркестровый класс» в колледж искусств им. П. О. Чонкушова.
В 2017 году начинает свою деятельность в Федеральном государственном бюджетном образовательном учреждении высшего образования "Калмыцкий государственный университет имени Басана Бадминовича Городовикова" (региональный опорный университет), возглавив при университете оркестр народных инструментов. За небольшой период работы оркестр побывал в таких странах как: Италия, Франция, Испания.
В 2018 году им было инициировано открытие академии развития талантов «Лидер» в г. Элиста. В академии обучаются различным творческим направлениям дети в возрасте от 5 до 17 лет, таким как: хореографическое искусство, театральное искусство, ударные инструменты, гитара, эстрадный и народный вокал, калмыцкая домбра.
С 2019 года директор Центра студенческого творчества ФГБОУ ВО "Калмыцкий государственный университет имени Б.Б.Городовикова".
Впервые в республике по инициативе Катаева С. В. был организован Молодёжный оркестр Калмыкии. Главной идеей Молодежного оркестра Калмыкии является пропаганда национального музыкального искусства России, музыки калмыцкого народа, музыки народов мира, популярной современной музыки, приобщению юных артистов к "большой" сцене, к совместному выступлению молодых и ярких талантов с уже состоявшимися заслуженными артистами республики.

## Проекты
В 2015 году был одним из организаторов грандиозного и уникального Музыкального подношения Трём Драгоценностям на территории Центрального хурула Калмыкии «Золотая обитель Будды Шакьямуни» «300 домбристов Калмыкии», а также один из организаторов фестиваля Национальных оркестров Юга России.
В 2016 году творческий руководитель проекта «500 музыкантов Калмыкии».
В 2017 году проект «Дирижируй нами».
В 2018 году творческий руководитель проекта «700 музыкантов Калмыкии»+ «300 хористов Калмыкии».
В 2018 году проект «Молодёжный оркестр Калмыкии».
В 2018 году открытие академии развития талантов в г. Элиста
В 2019 году проект «Музыкальное подношение Трём Драгоценностям» (700 музыкантов Калмыкии)
В 2023 году проект "Музыкальное подношение Трём Драгоценностям" (1000 музыкантов Калмыкии)
В 2024 году "Музыкальное подношение Трём Драгоценностям" 

## Творческие работы и сочинения
Савр Катаев автор более чем 500 аранжировок и оркестровок для Национального оркестра Калмыкии, Симфонического оркестра Калмыкии, оркестра колледжа искусств, оркестра Калмыцкого государственного университета им. Б. Б. Городовикова и мн. др.
В 2013 году С.Катаевым был написан «Концерт для калмыцкой домбры с симфоническим оркестром в 3х частях». Это первый академический концерт для народного инструмента калмыков-домбры.
В 2016 году Савр Катаев обращается к калмыцкому героическому эпосу «Джангар», по мотивам которого пишет концерт-спектакль «Страна Бумба» в 13-ти частях, премьера которого с грандиозным успехом состоялась в марте 2018 г.
В 2019 году становится лауреатом Международного фестиваля-конкурса «Национальная коллекция» в г. Санкт-Петербург, номинация « Композитор».
В 2020 году Савр Катаев написал 2 композиции на буддийские темы: песню на слова Народного поэта Калмыкии Владимира Нурова "Посвящение Его Святейшеству Далай ламе XIV" и мелодию к авторскому танцу "Дакини", а также музыкальную композицию для ойрат-калмыцких народных инструментов "Моя-Калмыкия", посвященная 100-летию Автономии республики Калмыкия. Композиции нашли широкий отклик в республике, регионах России, в Монголии, а также некоторых районах Китайской народной республики. 
В 2022 году сочинил музыку к музыкально-хореографическому спектаклю "Тууҗ". 
В 2023 году сочинил музыку к музыкальному альбому "20 калмыцких молитв". 
Сочинения и аранжировки написанные Катаевым звучали во многих концертных залах России (Москва, Санкт-Петербург, Казань, Ростов-на-Дону, Белгород, Волгоград, Владикавказ, Нальчик, Ставрополь, Краснодар), Монголии, КНР, а также странах Европы (Франция, Испания).

## Творческая работа с коллективами России
Савр Катаев в качестве дирижёра работал с такими прославленными коллективами как:
2016 г.-Оркестр русских народных инструментов Белгородской государственной филармонии (г. Белгород, Филармония)
2016 г.-Оркестр русских народных инструментов им. Н. Н. Калинина (г. Волгоград, Филармония)
2018 г.- Государственный академический русский народный ансамбль им. Л.Зыкиной (г. Москва, РАМ им.Гнесиных)
2018 г. -Оркестр русских народных инструментов Белгородской государственной филармонии (г. Белгород, Филармония)
2018 г.-Государственный концертный русский народный оркестр «Виртуозы Кубани»(г. Краснодар, Филармония)
2019 г.-Государственный оркестр русских народных инструментов «Метелица»(г. Санкт-Петербург, Концертный зал Мариинского театра)
2019 г.-Оркестр русских народных инструментов «Дон» Ростовской государственной филармонии (г. Ростов -на-Дону, Филармония)
2019 г.-Государственный концертный русский народный оркестр г. Санкт-Петербурга (г. Санкт-Петербург, Филармония)
2020 г.-Оркестр русских народных инструментов им. Г. Шендерева (г.Симферополь)
2021 г.- Национальный оркестр Республики Бурятия (г.Улан-Удэ Оперный театр)￼
2021 г. -Оркестр русских народных инструментов им. Н. Н. Калинина (г. Волгоград, Филармония)
2021 г.-Оркестр русских народных инструментов Белгородской государственной филармонии (г. Белгород, Филармония)
2021 г. -Оркестр русских народных инструментов им. Г. Шендерева (г.Симферополь)
2022 г.- Симфонический оркестр Мариинского театра (г.Санкт-Петербург, Концертный зал Мариинского театра)￼
2022 г.- Государственный оркестр русских народных инструментов «Метелица»(г. Санкт-Петербург, Симфоническая капелла)
2023 г.-Тувинский Национальный оркестр(г.Кызыл, муз.драм.театр Республики Тыва)
2023 г.-Государственный концертный русский народный оркестр «Виртуозы Кубани»(г. Краснодар, Филармония)
2024 г.-Оркестр русских народных инструментов «Дон» Ростовской государственной филармонии (г. Ростов -на-Дону, Филармония)
2024 г.-Тувинский Национальный оркестр (г.Элиста)
2024 г.- Оркестр русских народных инструментов "Тула" (г.Тула, Филармония)

## Публикации
- http://halmgynn.ru/3332-savr-kataev-ya-nashel-svoe-mesto-v-zhizni.html Архивная копия от 27 июля 2018 на Wayback Machine
- http://www.kalmykianews.ru/2016/znamenityj-savr-kataev-i-500-muzykantov-kalmykii/ Архивная копия от 15 сентября 2018 на Wayback Machine
- http://tegrk.ru/archives/53716 Архивная копия от 19 февраля 2020 на Wayback Machine
- http://www.elista.org/socium/kompozitor_savr_kataev_sozdal_kompoziciyu_v_chest_dalaj-lamy/
- https://vesti-kalmykia.ru/news/savr-kataev-s-uspehom-vystupil-na-scene-sankt-peterburgskoj-akademicheskoj-filarmonii
- https://web.archive.org/web/20180801124849/http://riakalm.ru/news/culture/13135-kontsert-dlya-kalmytskoj-dombry-sygraet-belgorodskij-orkestr